# Acacia aromatica
Acacia aromatica é uma espécie de leguminosa do gênero Acacia, pertencente à família Fabaceae.